# Juan Manuel Cabello de la Vega
Juan Manuel Cabello de la Vega (1824-1888) fue un farmacéutico y político español, diputado a Cortes durante el Sexenio Democrático.

## Biografía
Nació en la localidad gaditana de Medina Sidonia el 20 de enero de 1824. Farmacéutico y hombre político, dirigió la revista El Cambio Farmacéutico y fue colaborador de La República Ibérica (1869) y La República Federal (1870). Fue alcalde de Alcalá de Guadaíra y obtuvo escaño de diputado a Cortes por Sevilla en las elecciones de 1869, agosto de 1872 y 1873. Falleció en Madrid el 3 de septiembre de 1888.